# Bow Island
Bow Island est une ville (town) du Comté de Forty Mile No 8, située dans la province canadienne d'Alberta.

## Démographie
En tant que localité désignée dans le recensement de 2011, Bow Island a une population de 2 025 habitants dans 641 de ses 670 logements, soit une variation de 13.1% avec la population de 2006. Avec une superficie de 5,919 9 km2, la ville possède une densité de population de 342,066 6 hab/km2 en 2011.
Concernant le recensement de 2006, Bow Island abritait 1 205 habitants dans 505 de ses 531 logements. Avec une superficie de 1,895 6 km2, la ville possédait une densité de population de 635,7 hab/km2 en 2006.
| 2001  | 2006  | 2011  | 2016  |
| ----- | ----- | ----- | ----- |
| 1 704 | 1 790 | 2 025 | 1 983 |